# リチャード・キャラハン
リチャード・キャラハン（Richard Callaghan）は、アメリカ合衆国出身のフィギュアスケートコーチ。トッド・エルドリッジのコーチを長く務めたことで有名。またタラ・リピンスキーのコーチを務めて2年で長野オリンピックの金メダルに導いたり、ニコル・ボベックを国内優勝者に育てた事でも知られる。

## 経歴
アマチュア選手時代はドン・ローの指導を受ける。キャラハンの最高成績は1965年の国内選手権で6位。その後は1967年にプロに転向し、Ice Capadesやホリデー・オンアイスなどのツアーに参加。1972年にコーチを始める。ローチェスター、ニューヨーク、フィラデルフィア、コロラドスプリングス、サンディエゴなどでコーチをした後に1992年にデトロイトに拠点を置く。
トッド・エルドリッジのコーチを長く務め、振り付けも含めて清潔感あるスケーティングと正確なジャンプを指導したことも有名。ジャンプの指導には定評がありタラ・リピンスキーのジャンプも正確で確実なものに育て上げた。
1999年には国際的なトップコーチを引退すると発表、長年トップコーチとして神経をすり減らして、海外を飛び回る生活に疲れたと述べた。しかし完全に引退したわけではなく、キミー・マイズナーの指導にもあたっている。現在はフロリダに在住し、ジャーメイン地区でフィギュアスケートを教えている。

## 主な指導したスケーター
- トッド・エルドリッジ
- タラ・リピンスキー
- ニコル・ボベック
- アンジェラ・ニコディノフ
- 荒川静香
- キミー・マイズナー